# コンテンツリーグ
株式会社コンテンツリーグ（登記社名: 株式会社Contents League）はお笑い芸人のDVDを専門に扱うレーベル、および同レーベルを運営する企業。

## 概要
2006年、東京の芸能事務所である太田プロダクション、サンミュージックプロダクション、タイタン、プロダクション人力舎、マセキ芸能社、ワタナベエンターテインメントの6社とレントラックジャパン（現：TSUTAYA）により発足した。2007年5月より、関西の事務所として初めて松竹芸能も参加。
名称は、英語で「内容同盟」の意。
コンテンツリーグ最大の特徴はお笑い芸人が本当にやりたかったネタを披露できるところである。番組映像をDVD化するにあたって、製作元のテレビ局や販売元のレコード会社など関係会社の調整により時間がかかるのに加えて、ネタの内容によっては販売元の社風にあわないなどの政治的な事情によってそのネタがお蔵入りするケースも多々みられる。コンテンツリーグはプロダクションと製作会社がダイレクトにつながる事で会社間の調整などが容易となり、スピーディーなリリースが可能となり、尚且つお笑い芸人が本当にやりたかったネタが披露できる様になる。
「リビングルームに冗談を。」というキャッチフレーズは、太田光（爆笑問題）が考案した。
基本的には撮り下ろし作品を主にリリースしている。第1弾として爆笑問題の初のネタDVDとなる「2006 上半期漫才 爆笑問題のツーショット」がリリースされた。